# إليزابيث سافج (كاتبة)
إليزابيث سافج (بالإنجليزية: Elizabeth Savage)‏ (15 فبراير 1918، هينام في الولايات المتحدة - 15 يوليو 1989)؛ روائية أمريكية.